# Via Appia Nuova

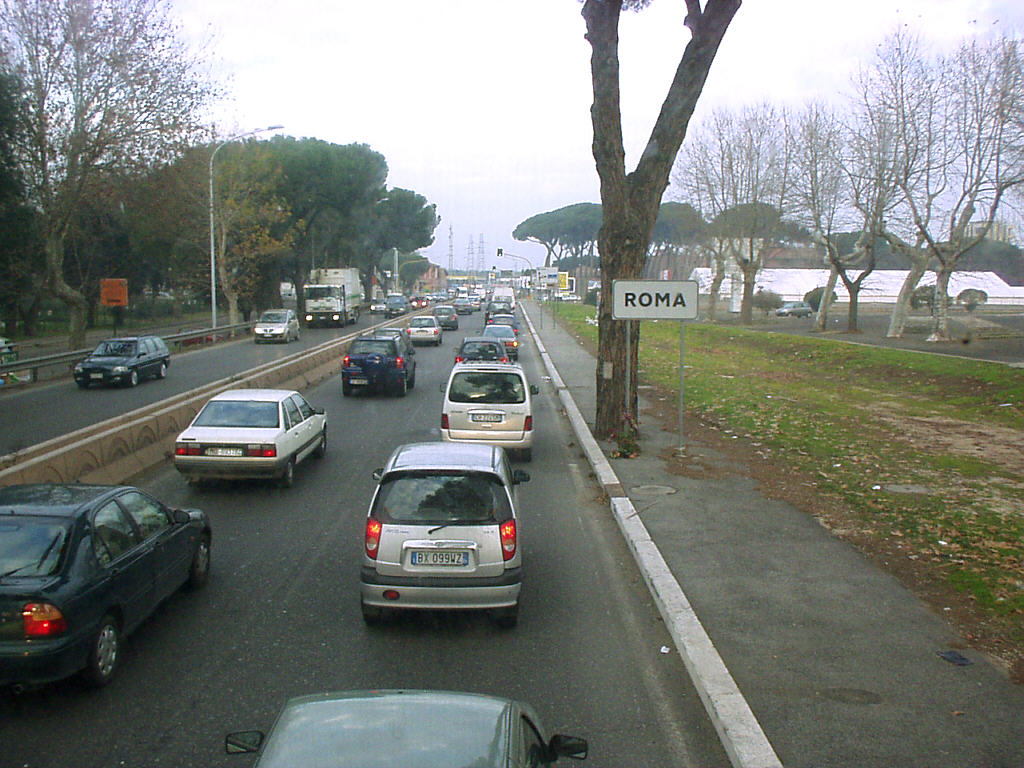
Via Appia Nuova nördlich des Flughafens Ciampino bei Statuario

Die Via Appia Nuova ist eine südliche Einfallstraße von Rom, die durch die Campagna Romana führt. Sie entstand im Mittelalter als Alternative zur antiken Via Appia, die seither den Namen Via Appia Antica trägt.
Die Via Appia Nuova beginnt an der Porta San Giovanni in Rom und verläuft nördlich zur mehrere hundert Meter entfernten Via Appia Antica. Sie führt u. a. am Flughafen Rom-Ciampino vorbei, um dann in Frattocchie, einem Stadtteil von Marino, sich mit der Via Appia Antica zur Staatsstraße 7 zu vereinigen.